# 하엔도
하엔도(일본어: 波遠藤(파원등),스페인어: Jaén)는 스페인 남부에 위치한 안달루시아주의 도로 도청 소재지는 하엔이다. 시우다드레알도, 알바세테도, 그라나다도, 코르도바도와 경계를 접하고 있으며 인구는 657,387명(2003년 기준), 면적은 13,484km2이다. 97개의 자치시로 구성되어 있고 하엔도 인구의 약 1/6은 도청 소재지인 하엔에 거주한다.
하엔도에는 르네상스 시대에 건설된 도시인 우베다와 바에사가 있으며 이들 도시는 2003년에 유네스코가 지정한 세계유산에 선정되었다. 리나레스에서 매년 열리는 리나레스 체스 토너먼트는 세계적인 체스 선수들이 참가하는 체스 대회로 손꼽힌다. 하엔도는 세계에서 가장 높은 올리브유 생산량을 자랑하는 지역 가운데 하나이며 스페인의 올리브유 전체 생산량의 60%를 차지한다.